# プール・ラール
プール・ラール（Pour l'art:「芸術のために」の意）は象徴主義の画家、ジャン・デルヴィルらによって、1892年のベルギーのブリュッセルで結成された美術家集団である。

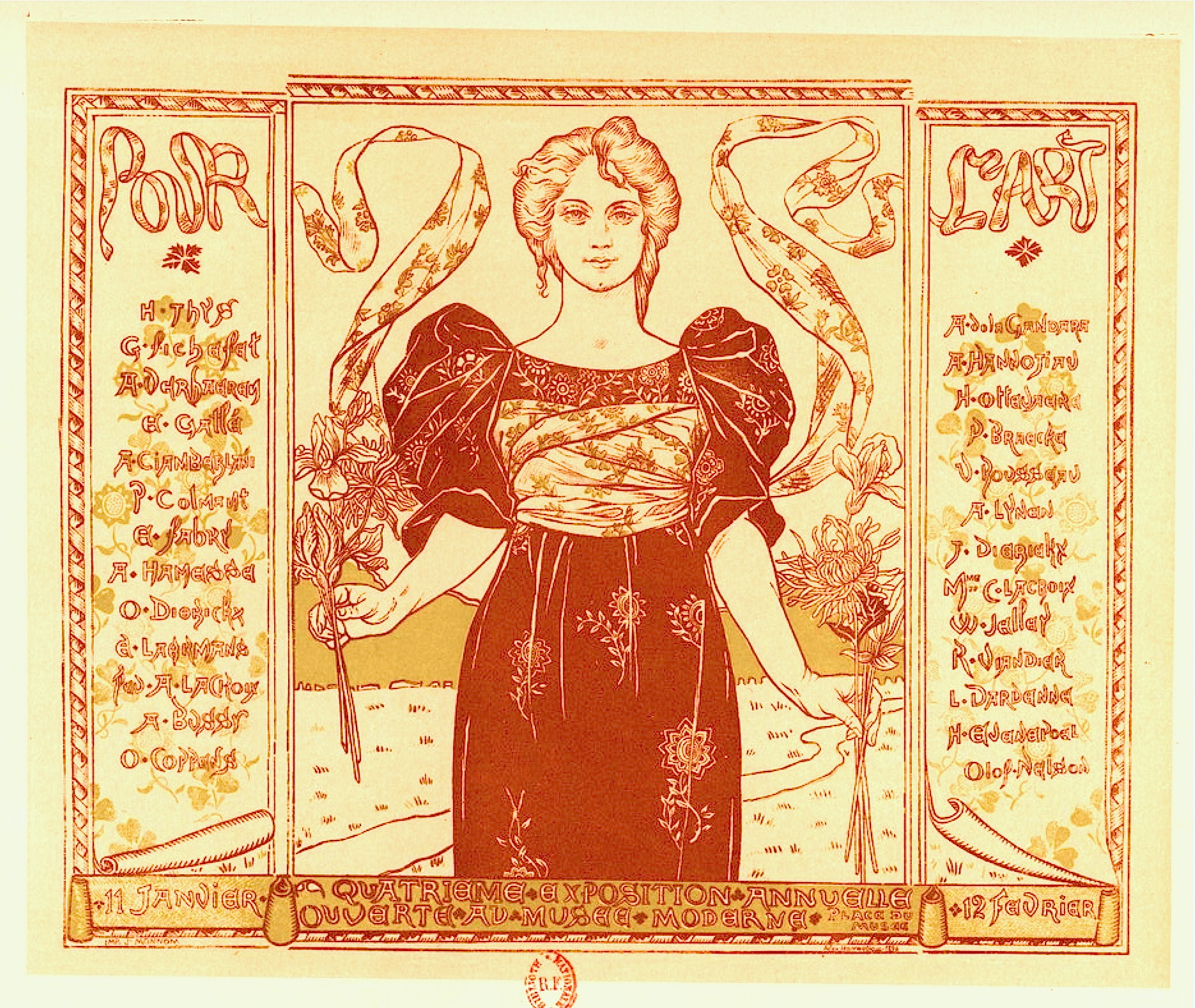
1895年の第5回展のポスター
(画)Alexander Hannotiau

## 概要
母体となったのはブリュッセル王立美術アカデミー出身者によって、アカデミーの展覧会に対抗する展覧会を開くために作られたた美術家グループ、「L'Essor(発展)」(1876年に「Cercle des anciens élèves et élèves des académies des beaux-arts de Bruxelles」として設立、1879年に「L'Essor」と改名された。1892年に正式に解散)である。1883年にジェームズ・アンソールの作品が、「L'Essor」の展覧会に展示を拒まれたことなどから、アンソールらの若手の芸術家が「20人展」を設立したことによって「L'Essor」は分裂した。
さらに「L'Essor」の反体制の人々が新しい展覧会を開くために設立したのが「プール・ラール」である。主な創立メンバーは画家のジャン・デルヴィルと彫刻家のピエール・ジャン・ブラク、ヴィクトール・ルソーらでフランスの象徴主義の展覧会を主催したジョセファン・ペラダンが会議のメンバーに加わっていた。最初の会合は1892年2月に開かれ、公式な設立は1892年4月となり、第一回のグループ展は1892年の11月12日から開かれた。
第一回のグループ展には画家のアルベール・シャンベルラーニやジャン・デルヴィル、エミール・ファブリや彫刻家のピエール・ジャン・ブラク、ヴィクトール・ルソーが作品を出展し、数か月前のパリの象徴主義の展覧会に出展されたフランスやドイツ、スイスなどの画家の作品も展示された。展示された国外の画家には、モーリス・シャバ、シャルル・フィリジェ、アレクサンドル・セオン、カルロス・シュヴァーベ、アルベール・トラクセルらがいた。
その後も毎年展覧会が開催され1939年まで存続した。

## 主なメンバーの作品

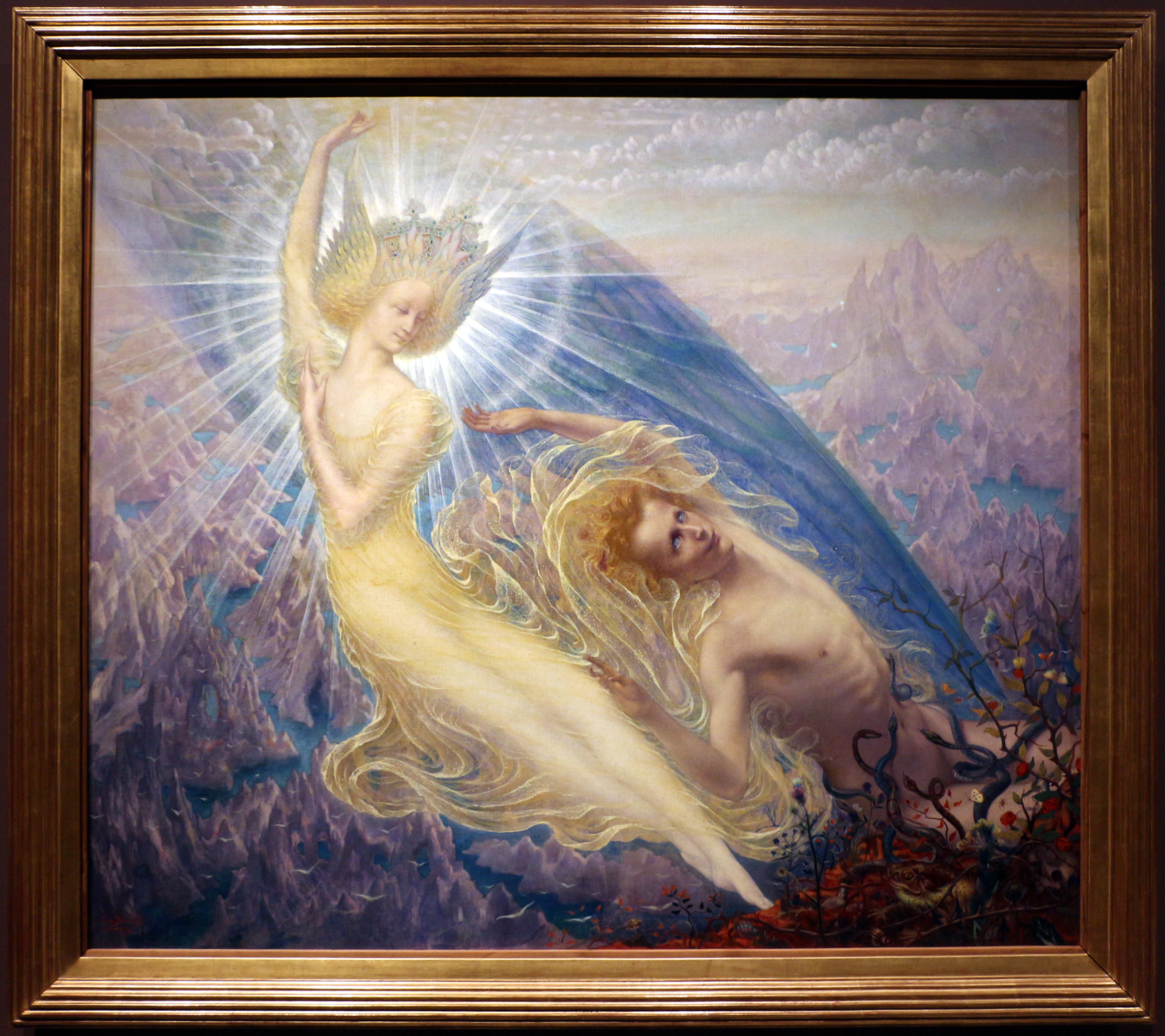
ジャン・デルヴィル
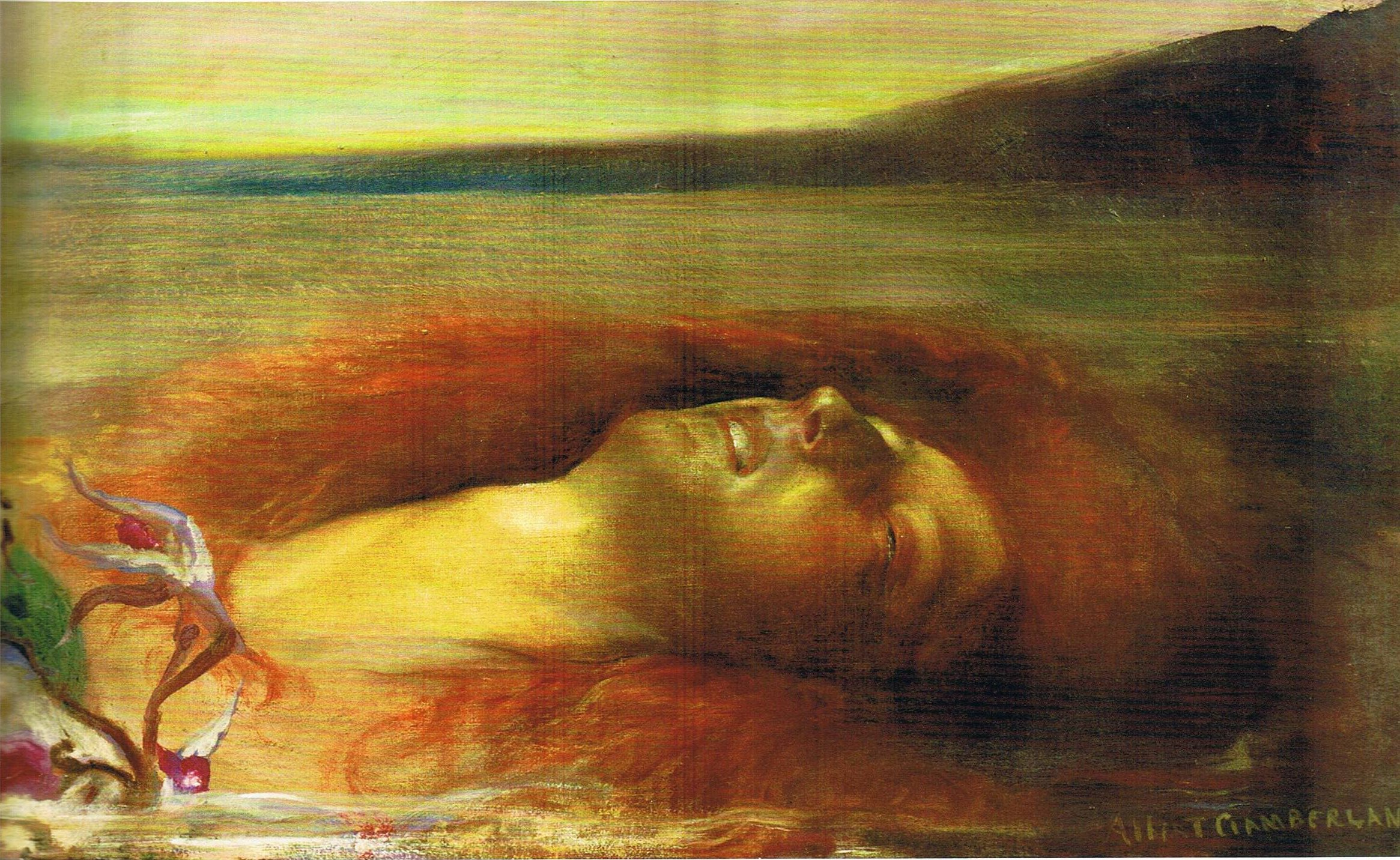
アルベール・シャンベルラーニ
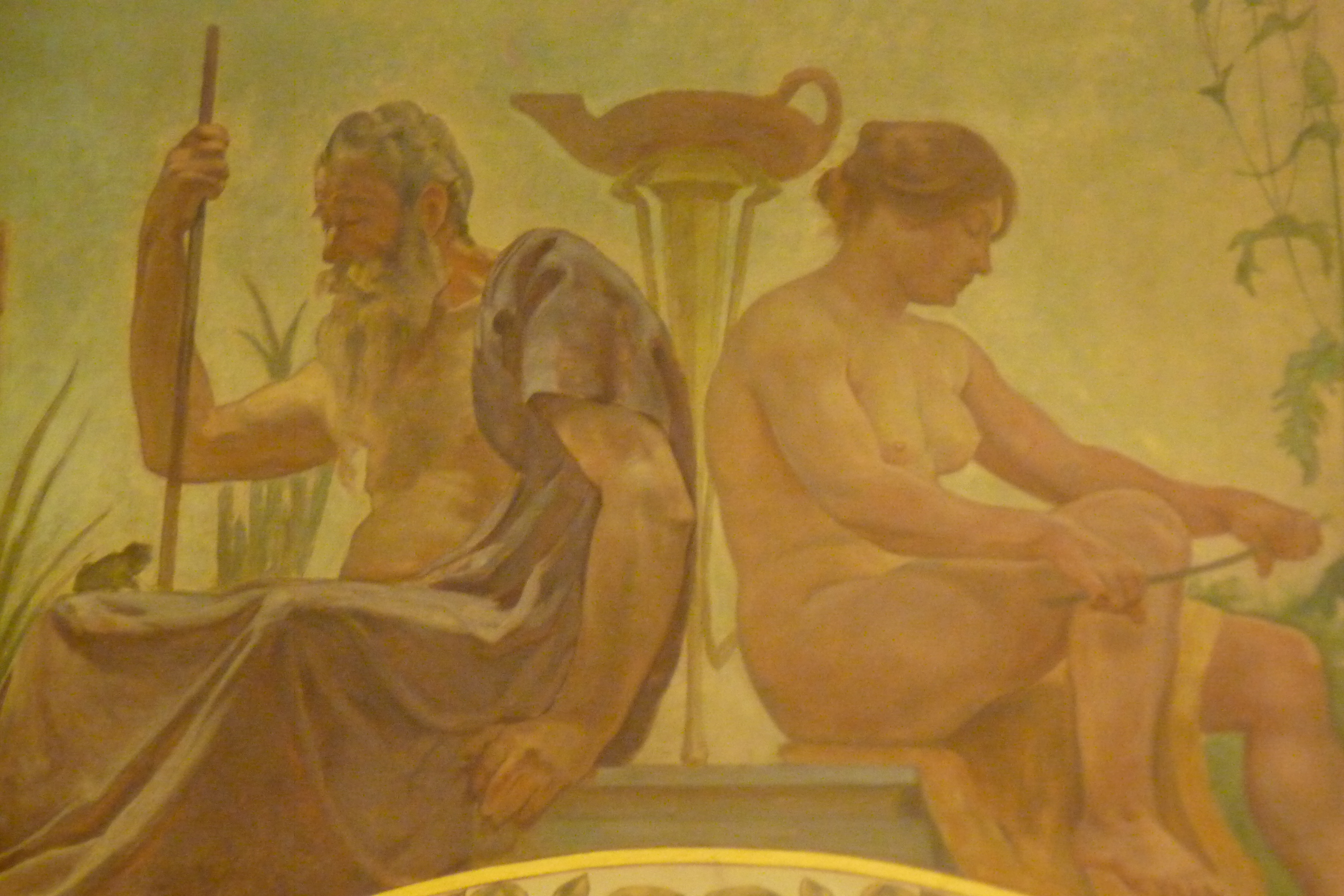
Omer Dierickx
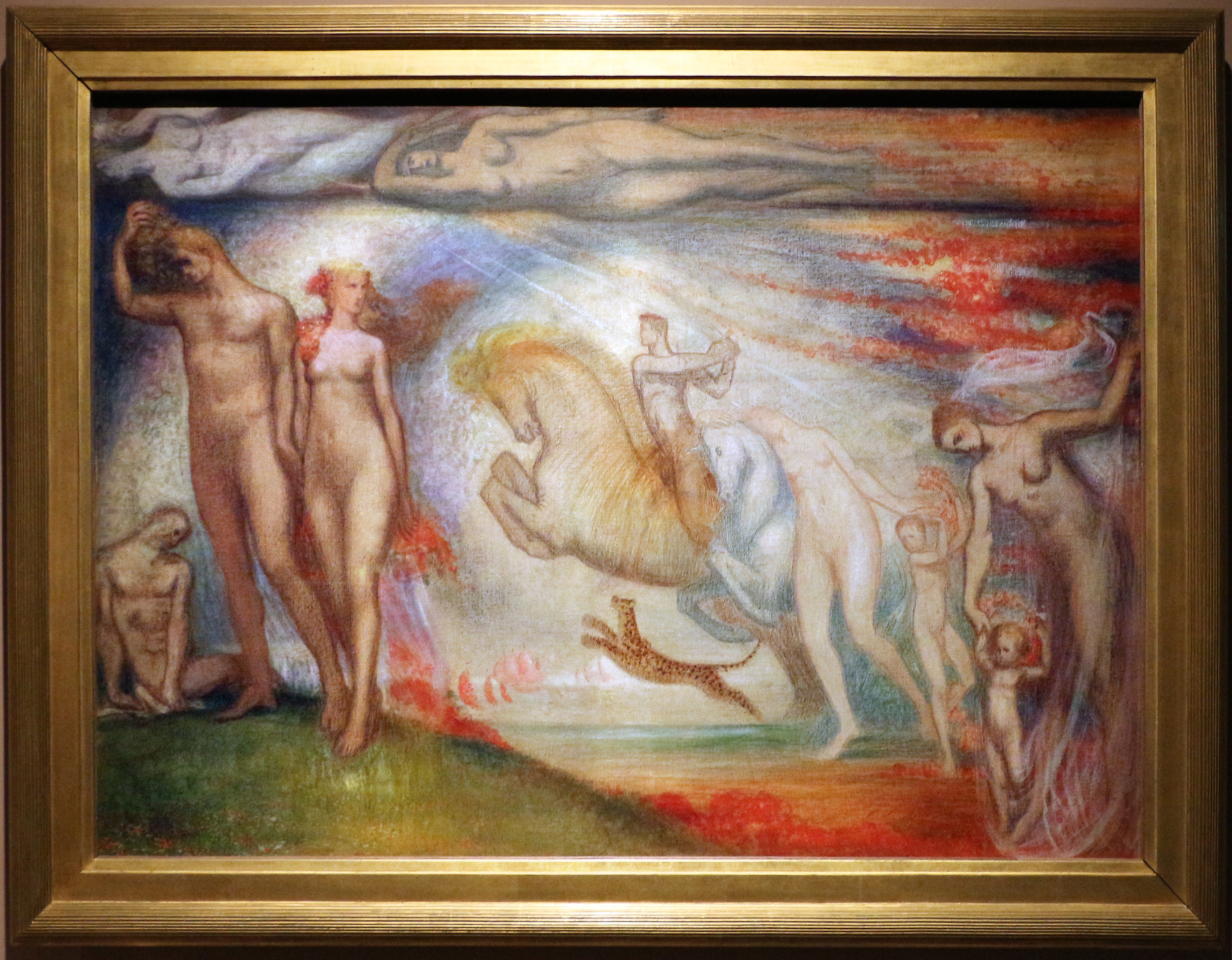
エミール・ファブリ
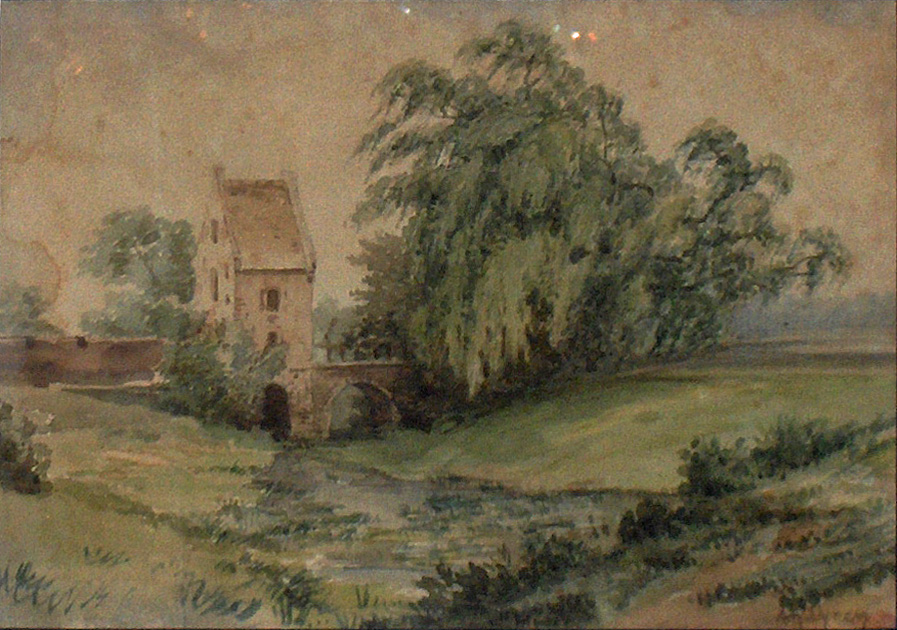
アメデ・リナン
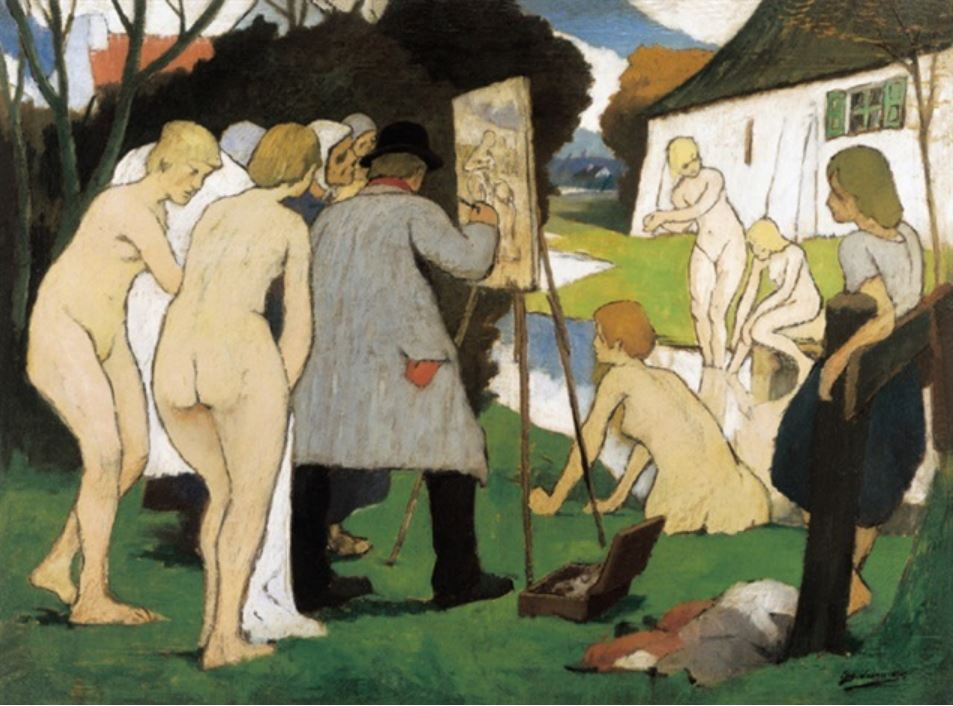
ウジェーヌ・ラールマンス
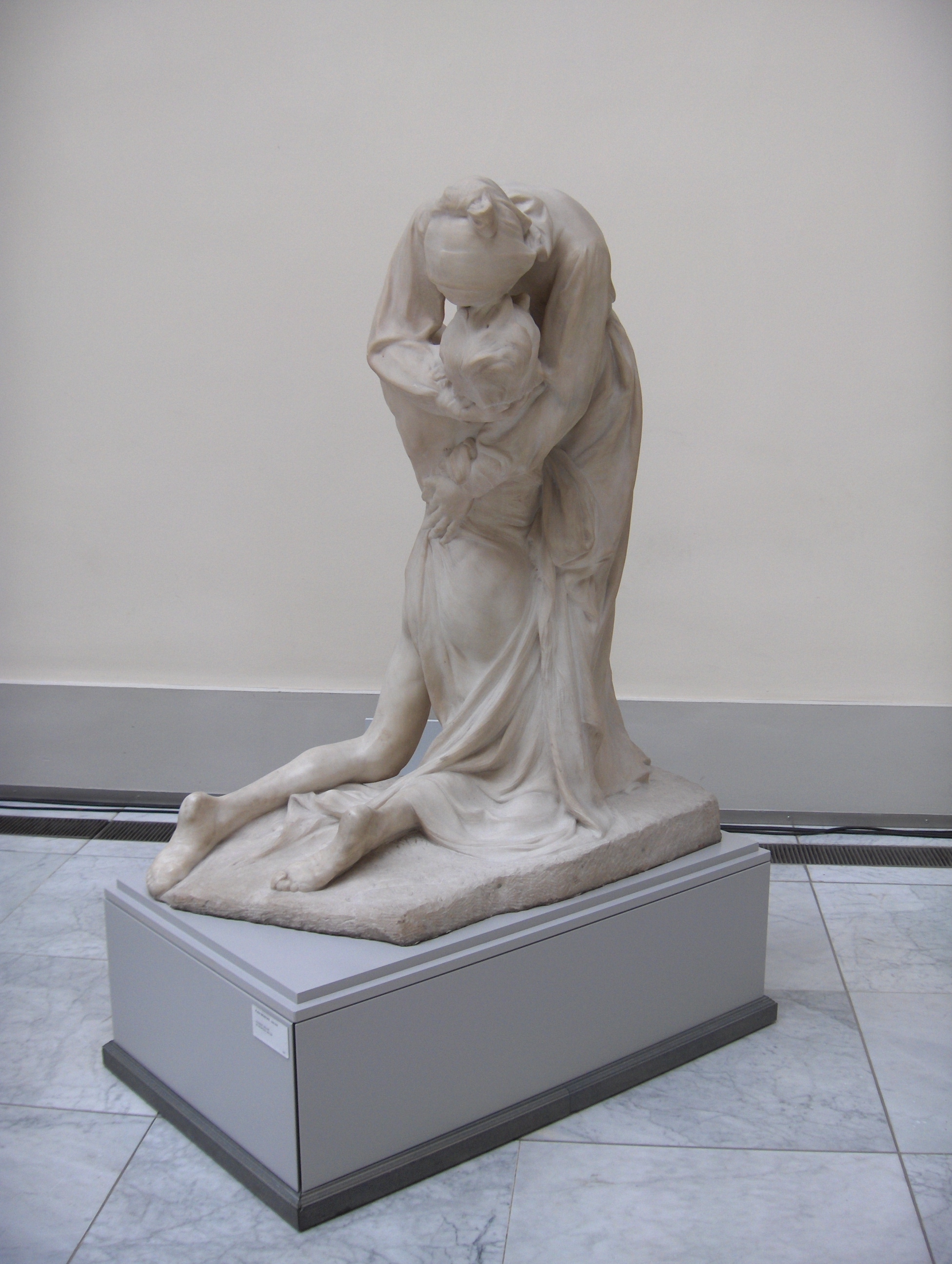
ピエール・ジャン・ブラク
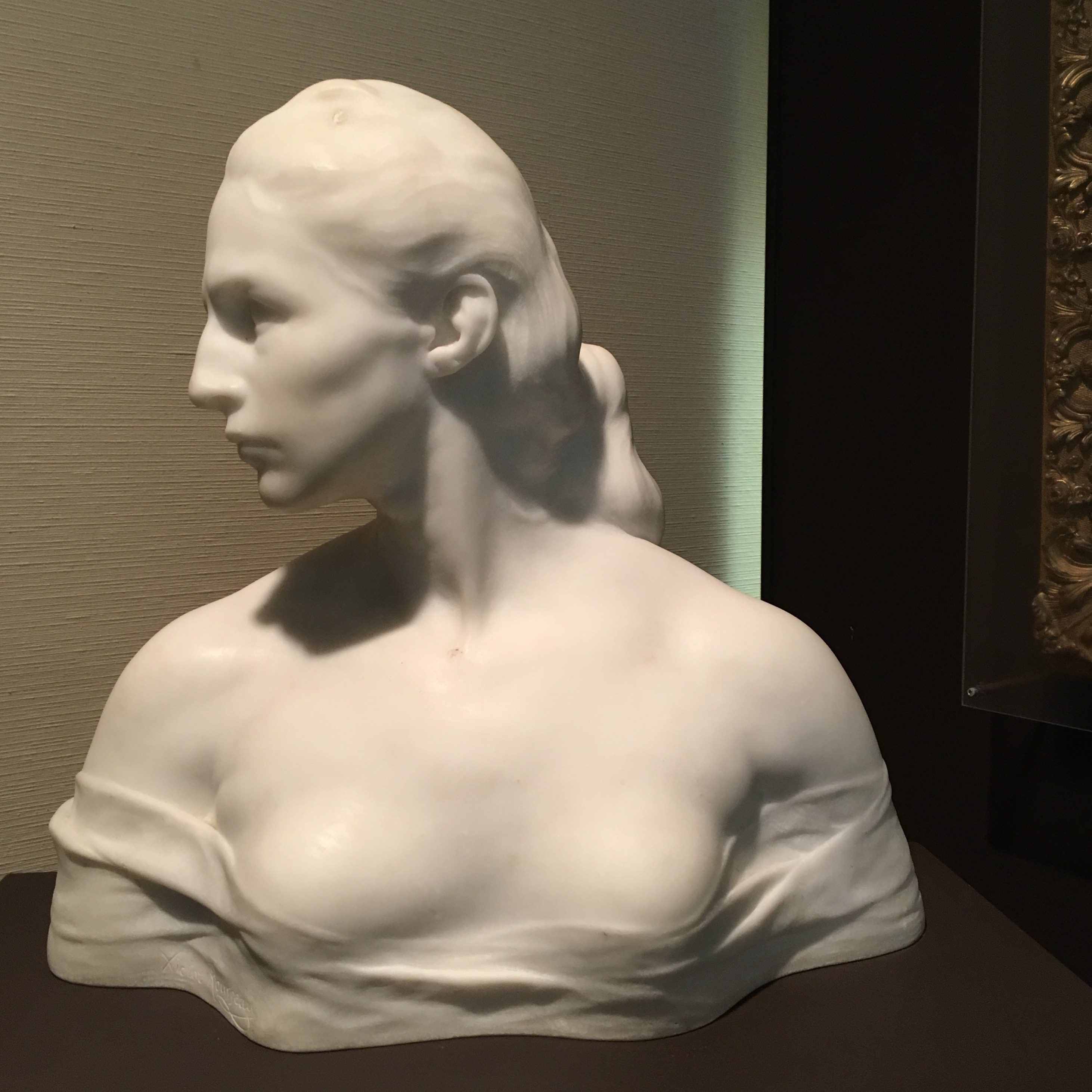
ヴィクトール・ルソー